# Milojko Spajić
Milojko Spajić (en serbe en écriture cyrillique : Милојко Спајић), né le 24 septembre 1987 à Pljevlja, est un homme d'État monténégrin. Il est Premier ministre du Monténégro depuis le 31 octobre 2023.

## Biographie

### Jeunesse et études
Faisant partie des meilleurs étudiants de son lycée, Spajić suit ses études supérieures à l'université de Saitama et à l'université d'Osaka, où il étudie l'économétrie grâce à une bourse de l’État japonais. Il effectue une année d'échange universitaire à l'université Tsinghua. Il est ensuite admis en master à HEC Paris.
Il parle serbe, anglais, japonais, chinois, russe et français,.

### Carrière politique
Ministre des Finances et de la Protection sociale dans le gouvernement Krivokapić (2020-2022), il est le président du parti centriste Europe maintenant !  depuis sa fondation en 2022 .
Candidat au poste de Premier ministre lors des élections législatives de 2023, il défend un programme pro-business et pro-Union européenne. Il promet de faire du Monténégro « le Singapour de l'Europe, le pays le plus favorable aux affaires en Europe. » 
Souvent accusé de populisme, il est aussi attaqué sur ses liens présumés avec le fondateur sud-coréen de la cryptomonnaie Terra, Do Kwon, arrêté en mars 2023 au Monténégro et accusé de milliards de dollars de fraude par Washington et Séoul. Do Kwon est suspecté d'avoir financé illégalement le parti de Milojko Spajić.
Le scrutin est marqué par une chute de la participation, qui s'établit à 56 % contre 76 % trois ans plus tôt. Les électeurs se seraient ainsi détournés des urnes en raison des luttes intestines des partis en lice ainsi que de la fréquence des élections à l'issue peu décisive.
Europe maintenant ! (PES!), arrive en tête du scrutin, suivi de la coalition menée par le Parti démocratique des socialistes du Monténégro (DPS). Cofondateur du PES! avec Milatović, Milojko Spajić promet de « former un gouvernement pro-européen », dont il ambitionne de devenir le Premier ministre.
Le 11 août, Milojko Spajić est chargé de former un gouvernement. Il s'allie pour ce faire avec des partis serbes nationalistes et plutôt russophiles. Le  programme de gouvernement prévoit toutefois explicitement le « renforcement de la coopération au sein de l’OTAN » et que « le Monténégro soit le prochain pays membre de l’UE ». Les États-Unis ont condamné l'entrée de partis « pro-russes » au gouvernement monténégrin.